# 八朔 (柑橘)

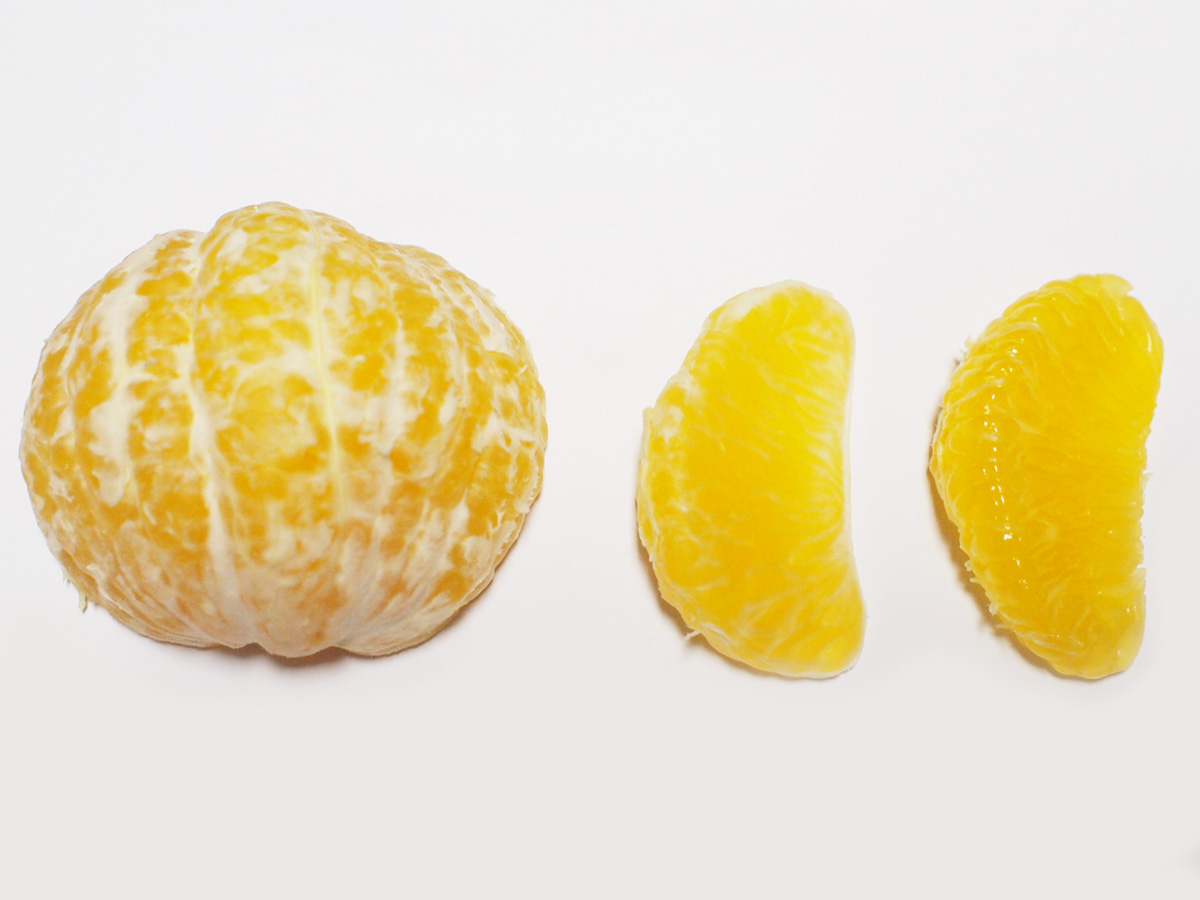
新鮮而剝去外皮的八朔果實

八朔（日語：ハッサク，學名：Citrus hassaku），是日本原產的芸香科柑橘属柑橘。儘管果實帶有特殊的苦味和酸味，然尚稱鮮美多汁。最早是在江戶時代於今廣島縣尾道市發現，然目前主要生產地為和歌山縣。

## 生産地
全日本2010年的產量為35,919噸，主要產地和歌山縣之產量，佔全國68％。其中尤以木佐川市（原小川町）和有田川市（原金谷町）為八朔的主要產區。其他產地還有廣島縣尾道市、愛媛縣、德島縣等地。

## 食用
「八朔」名字之由來，乃因其果實傳統上是從日本舊曆８月１日就能開始採收，但事實上此時採收的果實因仍未發育完全而普遍難以入口。目前，八朔的果實通常是在新曆12月到2月期間採收，並會陳放於陰涼處一至兩個月待其酸甜度穩定後，再為裝運出貨。
八朔之果實大多是供直接食用，因為其果實中含有柚皮苷等苦味化合物，在加工過程中會因加熱而使得苦味增加，較不適合加成成為果汁。八朔之果實之營養價值主要為維生素C、葉酸、鉀、膳食纖維。